# Saturn C-3
 (juillet 2022).
La Saturn C-3 était la troisième fusée de la série Saturn C étudiée de 1959 à 1962. La conception était pour un lanceur à trois étages qui pourrait lancer 45 t en orbite terrestre basse et envoyer 18 t vers la Lune par injection trans-lunaire, .
La proposition du président américain Kennedy, le 25 mai 1961, d'un objectif explicite d'atterrissage lunaire avec équipage a incité la NASA à renforcer ses exigences en matière de lanceur pour un atterrissage lunaire. Une semaine plus tôt, William Fleming (Bureau des programmes de vols spatiaux, siège de la NASA) a présidé un comité ad hoc pour mener une étude de six semaines sur les exigences d'un atterrissage lunaire. Jugeant l'approche d'ascension directe comme la plus faisable, ils concentrèrent leur attention en conséquence et proposèrent des vols circumlunaires à la fin de 1965 à l'aide du lanceur Saturn C-3.
Début juin 1961, Bruce Lundin, directeur adjoint du Lewis Research Center, a mené une étude d'une semaine sur six possibilités de rendez-vous différentes. Les alternatives comprenaient le rendez-vous orbital terrestre (EOR), le rendez-vous orbital lunaire (LOR), le rendez-vous terrestre et lunaire et le rendez-vous sur la surface lunaire, utilisant les conceptions Saturn C-1, C-3 et Nova. Le comité de Lundin a conclu que le rendez-vous jouissait d'avantages distincts par rapport à l'ascension directe et a recommandé un rendez-vous orbital terrestre utilisant deux ou trois Saturn C-3.
La NASA a annoncé le 7 septembre 1961 que l'usine Michoud Ordnance appartenant au gouvernement près de la Nouvelle-Orléans, en Louisiane, serait le site de fabrication et d'assemblage du premier étage Saturn C-3 ainsi que des véhicules plus gros du programme Saturn. Les finalistes étaient deux usines appartenant au gouvernement à Saint-Louis et à la Nouvelle-Orléans. La hauteur du toit de l'usine de Michoud empêchait la construction d'un lanceur à huit moteurs F-1 (classe Nova, Saturn C-8) ; quatre ou cinq moteurs (premier étage) devraient être le maximum (Saturn C-5)
Cette décision a mis fin à l'examen d'un lanceur de classe Nova pour une ascension directe vers la Lune ou comme compagnon de transport lourd avec le Saturn C-3 pour le rendez-vous en orbite terrestre.

## Conception de la mission lunaire

### Ascension directe
Lors de différentes propositions de Nova, un concept Nova Modulaire consistant à regrouper le premier étage de C-3 a été proposé.

### Rendez-vous en orbite terrestre
Le Marshall Space Flight Center à Huntsville, Alabama a développé une proposition de rendez-vous en orbite terrestre (EOR) pour le programme Apollo en 1960-1961. La proposition utilisait une série de petites fusées de la moitié de la taille d'une Saturn V pour lancer différents composants d'un vaisseau spatial dirigé vers la Lune. Ces composants seraient assemblés en orbite autour de la Terre, puis envoyés sur la Lune par injection trans-lunaire. Afin de tester et de valider la faisabilité de l'approche EOR pour le programme Apollo, le projet Gemini a été fondé avec cet objectif : "Effectuer un rendez-vous et un amarrage avec un autre véhicule ( véhicule cible Agena ), et manœuvrer l'engin spatial combiné à l'aide du système de propulsion du véhicule cible ».
Le Saturn C-3 était le principal lanceur pour le rendez-vous en orbite terrestre. Le booster se composait d'un premier étage contenant deux moteurs Saturn V F-1, d'un deuxième étage contenant quatre moteurs J-2 et de l'étage S-IV d'un Saturn I. Seul l'étage S-IV du Saturn C-3 a été développé et piloté, mais tous les moteurs spécifiés ont été utilisés sur la fusée Saturn V qui a emmené des hommes sur la Lune.

### Rendez-vous en orbite lunaire
Le concept de rendez-vous en orbite lunaire (LOR) a été étudié au Langley Research Center dès 1960. Le mémorandum de John Houbolt préconisant le LOR pour les missions lunaires en novembre 1961 à Robert Seamans décrivait l'utilisation du lanceur Saturn C-3 et évitait les grands boosters complexes et les atterrisseurs lunaires.
Après six mois de discussions supplémentaires à la NASA, à l'été 1962, la proposition de rendez-vous en orbite lunaire (LOR) du Langley Research Center a été officiellement sélectionnée comme configuration de mission pour le programme Apollo le 7 novembre 1962. À la fin de 1962, la conception du Saturn C-3 n'a pas été jugée nécessaire pour les exigences du programme Apollo car des boosters plus grands (Saturn C-4, Saturn C-5) ont alors été proposés, d'où la poursuite des travaux sur le Saturn C-3 a été annulé.

## Variantes et dérivés
Depuis 1961, un certain nombre de variantes du Saturn C-3 ont été étudiées, proposées et financées. Les études les plus approfondies se sont concentrées sur les variantes de Saturn C-3B avant la fin de 1962, lorsque le rendez-vous en orbite lunaire a été sélectionné et le développement de Saturn C-5 approuvé. Le thème commun de ces variantes est la première étape avec au moins 13 540 kN de poussée au niveau de la mer. Ces conceptions utilisaient deux ou trois moteurs Rocketdyne F-1 dans un étage S-IB-2 ou S-IC et des diamètres allant de 8 à 10 m pouvant soulever jusqu'à 50 t en orbite terrestre basse (LEO).
L'absence d'un lanceur Saturn C-3 en 1965 a créé un grand écart de charge utile (LEO) entre les 21 t de capacité de la Saturn IB et les 75 t de la Saturn V à deux étages. Au milieu des années 1960, le Marshall Space Flight Center (MSFC) de la NASA a lancé plusieurs études pour un lanceur afin de combler ce déficit de capacité de charge utile et d'étendre les capacités de la famille Saturn. Trois entreprises ont fourni des propositions à MSFC pour cette exigence : Martin Marietta (constructeur des véhicules Atlas, Titan), Boeing (constructeur des premiers étages S-1B et S-1C) et North American (constructeur du deuxième étage S-II).

### Saturn C-3B
La révision de Saturn C-3B (1961) a augmenté la poussée totale des trois étages à 17 200 kN. Le diamètre du premier étage (S-IB-2) a été augmenté à 10 m (33 ft). L'éventuel premier étage du Saturn V (S-IC) utiliserait ce même diamètre, mais ajouterait 8 m à sa longueur. Une autre considération a ajouté un troisième moteur F-1 au premier étage. Le diamètre du deuxième étage S-II serait de 8,3 m (326 po) et 21,3 m (70 ft) de longueur.
La version à 3 étages utiliserait l'étage S-IV, d'un diamètre de 5,5 m et d'une longueur de 12,2 m.

Saturn INT-20C, proposition Boeing (1966)

### Saturn C-3BN
La Saturn C-3BN (1961) utiliserait le NERVA pour le troisième étage de ce lanceur. La technologie NERVA a été étudiée et proposée depuis le milieu des années 1950 pour l'exploration spatiale future.

### Saturn INT-20
Le 7 octobre 1966, Boeing a soumis un rapport final au centre de vol spatial Marshall de la NASA, "Studies of Improved Saturn V Vehicles and Intermediate Payload Vehicles". Ce rapport décrivait le Saturn INT-20, un lanceur intermédiaire à deux étages avec un premier étage S-1C utilisant trois ou quatre moteurs F-1, et un S-IVB comme deuxième étage avec un moteur J-2. La capacité de charge utile du véhicule pour LEO serait de 45 000 à 60 000 kg, comparable à la conception antérieure de Saturn C-3 (1961). Boeing prévoyait la livraison et le premier vol en 1970, sur la base d'une décision de 1967.

Série Saturn II, proposition de North American Aviation (1966)

### Saturn II
Le Saturn II était une série de lanceurs américains non durables, étudiés par North American Aviation (NAA, plus tard Rockwell) en 1966, dans le cadre du NASA Marshall Space Flight Center (MSFC) et dérivés de composants de la fusée Saturn V utilisée pour le programme Apollo. . Les conceptions nord-américaines se sont concentrées sur l'élimination du premier étage S-IC construit par Boeing et sur l'utilisation du deuxième étage S-II nord-américain pour le noyau du lanceur. Le but de l'étude était d'éliminer la production du Saturn IB et de créer un lanceur lourd à moindre coût basé sur le matériel Saturn V actuel (1966).

## Développement post-Apollo
Le besoin d'un lanceur de capacité Saturn C-3 (45 t à OBT) s'est poursuivi au-delà du programme Apollo. Le complexe de lancement spatial 37 de la station de l'armée de l'air de Cap Canaveral, initialement conçu pour desservir les Saturn I et IB, était prévu pour une éventuelle utilisation de Saturn C-3, mais il a été désactivé en 1972. En 2001, Boeing a rénové le complexe pour son lanceur Delta IV EELV. La variante Delta IV Heavy ne peut lancer que 22,5 t vers l'orbite terrestre basse.
La catastrophe de la navette spatiale Challenger de 1986 et le Space Launch System de 2010 ont abouti à de nouvelles propositions de dérivés de Saturn C-3 utilisant les moteurs Rocketdyne F-1A avec des corps de rappel et des outils existants (10 m - étage Saturn S-IC ; 8,4 m - externe de la navette spatiale réservoir ; 5,1 m - Delta IV Common Booster Core ).

### Jarvis
Après la catastrophe de la navette spatiale Challenger, l'US Air Force (USAF) et la National Aeronautics and Space Administration (NASA) ont mené une étude conjointe sur le système de lancement avancé (1987-1990). Hughes Aircraft et Boeing ont dépoussiéré la conception antérieure du Saturn C-3 et ont soumis leur proposition pour le lanceur Jarvis .
Le Jarvis serait une fusée à trois étages, 58 m de hauteur et 8,38 m de diamètre. Conçu pour emporter 38 t vers l'orbite terrestre basse, il utiliserait des moteurs de fusée F-1 et J-2 et des outils stockés du programme de fusée Saturn V ainsi que des technologies plus récentes de l'ère de la navette pour réduire les coûts de lancement.